# Gauliga Pommern 1935/36

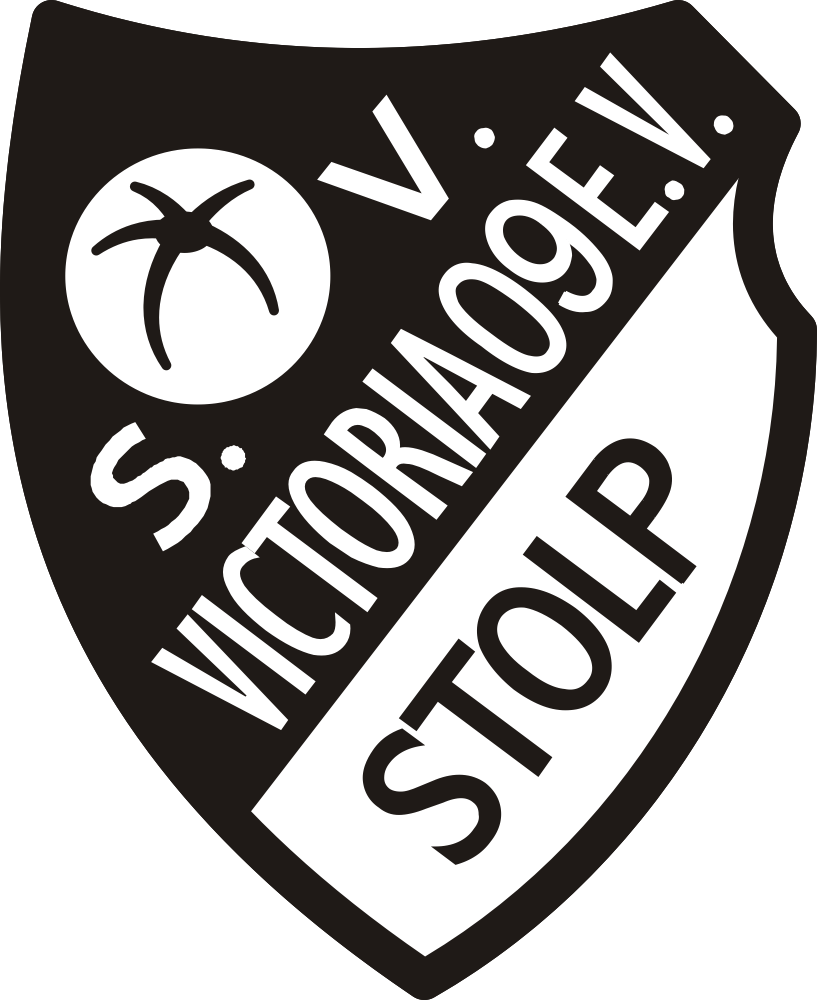
SV Viktoria Stolp – Meister Gauliga Pommern 1936

Die Gauliga Pommern 1935/36 war die dritte Spielzeit der Gauliga Pommern des Deutschen Fußball-Bundes. Die Gauliga Pommern wurde in dieser Saison erneut in zwei Gruppen mit je sieben Mannschaften aufgeteilt. Die jeweiligen Gruppensieger spielten in Finalspielen die Gaumeisterschaft aus. Die Gaumeisterschaft sicherte sich zum zweiten Mal der SV Viktoria Stolp im Finale gegen den Vorjahresmeister Stettiner SC und qualifizierte sich dadurch für die deutsche Fußballmeisterschaft 1935/36. Bei dieser wurden die Stolper Gruppenletzter der Gruppe B, Vorwärts-Rasensport Gleiwitz, Werder Bremen und Eimsbütteler TV waren die Gruppengegner gewesen.

## Abteilung Ost

### Kreuztabelle
| 1935/36                | SV Viktoria Stolp | MSV Hubertus Kolberg | SV Germania Stolp | SV Hertha Schneidemühl | SV Sturm Lauenburg | FC Pfeil Lauenburg | SV Viktoria Kolberg |
| ---------------------- | ----------------- | -------------------- | ----------------- | ---------------------- | ------------------ | ------------------ | ------------------- |
| SV Viktoria Stolp      |                   | 2:3                  | 2:1               | 4:1                    | 4:2                | 10:0               | 10:1                |
| HSV Hubertus Kolberg   | 2:3               |                      | 2:3               | 3:3                    | 2:2                | 5:0                | 4:1                 |
| SV Germania Stolp      | 1:13              | 0:2                  |                   | 3:0                    | 4:2                | 5:2                | 6:2                 |
| SV Hertha Schneidemühl | 1:4               | 2:0                  | 5:1               |                        | 3:4                | 4:1                | 4:0                 |
| SV Sturm Lauenburg     | 1:8               | 0:2                  | 4:5               | 5:1                    |                    | 1:3                | 4:0                 |
| FC Pfeil Lauenburg     | 2:1               | 4:5                  | 2:8               | 3:5                    | 0:7                |                    | 2:1                 |
| SV Viktoria Kolberg    | 1:2               | 2:3                  | 2:2               | 2:5                    | 1:7                | 5:1                |                     |

### Abschlusstabelle
| Pl. | Verein                 | Sp. | S  | U | N  | Tore    | Quote | Punkte |
| --- | ---------------------- | --- | -- | - | -- | ------- | ----- | ------ |
| 1.  | SV Viktoria Stolp      | 12  | 10 | 0 | 2  | 063:160 | 3,94  | 20:40  |
| 2.  | HSV Hubertus Kolberg   | 12  | 7  | 2 | 3  | 033:220 | 1,50  | 16:80  |
| 3.  | SV Germania Stolp      | 12  | 7  | 1 | 4  | 039:380 | 1,03  | 15:90  |
| 4.  | SV Hertha Schneidemühl | 12  | 6  | 1 | 5  | 034:300 | 1,13  | 13:11  |
| 5.  | SV Sturm Lauenburg     | 12  | 5  | 1 | 6  | 039:330 | 1,18  | 11:13  |
| 6.  | FC Pfeil Lauenburg (N) | 12  | 3  | 0 | 9  | 020:570 | 0,35  | 06:18  |
| 7.  | SV Viktoria Kolberg    | 12  | 1  | 1 | 10 | 018:500 | 0,36  | 03:21  |

| (N) | Aufsteiger aus den Bezirksklassen |

## Abteilung West

### Kreuztabelle
| 1935/36            | Stettiner SC | Greifswalder SC | Polizei SV Stettin | SC Preußen Stettin | VfB Stettin | SC Blücher Gollnow | VfL Stettin |
| ------------------ | ------------ | --------------- | ------------------ | ------------------ | ----------- | ------------------ | ----------- |
| Stettiner SC       |              | 1:1             | 1:1                | 1:0                | 3:2         | 6:2                | 2:0         |
| Greifswalder SC    | 2:2          |                 | 5:2                | 6:0                | 13:1        | 5:1                | 2:0         |
| Polizei SV Stettin | 3:2          | 5:1             |                    | 1:0                | 4:6         | 5:2                | 3:1         |
| SC Preußen Stettin | 2:4          | 0:3             | 2:0                |                    | 4:3         | 4:3                | 1:0         |
| VfB Stettin        | 0:5          | 3:3             | 1:5                | 0:4                |             | 1:2                | 3:2         |
| SC Blücher Gollnow | 1:2          | 2:0             | 1:5                | 4:1                | 1:4         |                    | 1:3         |
| VfL Stettin        | 1:2          | 1:4             | 0:3                | 0:4                | 1:3         | 5:2                |             |

### Abschlusstabelle
| Pl. | Verein                 | Sp. | S | U | N  | Tore    | Quote | Punkte |
| --- | ---------------------- | --- | - | - | -- | ------- | ----- | ------ |
| 1.  | Stettiner SC (M)       | 12  | 8 | 3 | 1  | 031:150 | 2,07  | 19:50  |
| 2.  | Greifswalder SC        | 12  | 7 | 3 | 2  | 045:180 | 2,50  | 17:70  |
| 3.  | Polizei SV Stettin     | 12  | 8 | 1 | 3  | 037:220 | 1,68  | 17:70  |
| 4.  | SC Preußen Stettin     | 12  | 6 | 0 | 6  | 022:250 | 0,88  | 12:12  |
| 5.  | VfB Stettin            | 12  | 4 | 1 | 7  | 027:470 | 0,57  | 09:15  |
| 6.  | SC Blücher Gollnow (N) | 12  | 3 | 0 | 9  | 022:410 | 0,54  | 06:18  |
| 7.  | VfL Stettin            | 12  | 2 | 0 | 10 | 014:300 | 0,47  | 04:20  |

| (M) | Titelverteidiger                  |
| (N) | Aufsteiger aus den Bezirksklassen |

## Finalspiele Gaumeisterschaft
Die Torschützen der diesjährigen Finalspiele sind aktuell nicht überliefert.

### Hinspiel
| Stettiner SC            | Stettiner SC | SV Viktoria Stolp | SV Viktoria Stolp |
| ----------------------- | --- | --- | ----------------- |
| Stettiner SC            | \| 8. März 1936 in Stettin \| \| Ergebnis: 2:2 \| \| Zuschauer: 2.000 \|                                                                      | \| 8. März 1936 in Stettin \| \| Ergebnis: 2:2 \| \| Zuschauer: 2.000 \|                                                                                         | SV Viktoria Stolp |
| Stettiner SC            | Hans-Joachim Kutz – Bruno Bartsch, Heinz Schülke – Engel, Fritz Gahren, Erwin Drews – Ernst Frank, Kenty, Gerhard Wenzel, Knaak, Ulrich Stähr | Bruno Walter – Gustav Hermann, Karl Albrecht – Hans Lietzke, Karl Lewand, Günter Noffz – Willi Meseck, Paul Garz, Georg Habermann, Heinz Gliffke, Heinz Rennhack | SV Viktoria Stolp |
| 8. März 1936 in Stettin | | |                   |
| Ergebnis: 2:2           | | |                   |
| Zuschauer: 2.000        | | |                   |

### Rückspiel
| SV Viktoria Stolp      | SV Viktoria Stolp | Stettiner SC | Stettiner SC |
| ---------------------- | --- | --- | ------------ |
| SV Viktoria Stolp      | \| 22. März 1936 in Stolp \| \| Ergebnis: 3:1 \| \| Zuschauer: 4.000 \|                                                                                         | \| 22. März 1936 in Stolp \| \| Ergebnis: 3:1 \| \| Zuschauer: 4.000 \|                                                                                  | Stettiner SC |
| SV Viktoria Stolp      | Bruno Walter – Gustav Hermann, Karl Albrecht – Hans Lietzke, Karl Lewand, Günter Noffz – Willi Meseck, Paul Garz, Reinhold Stern, Heinz Gliffke, Heinz Rennhack | Hans-Joachim Kutz – Bruno Bartsch, Müller – Engel, Rudolf Wagner, Erwin Drews – Ernst Frank, Fritz Gahren, Gerhard Wenzel, Arthur Palinski, Ulrich Stähr | Stettiner SC |
| 22. März 1936 in Stolp | | |              |
| Ergebnis: 3:1          | | |              |
| Zuschauer: 4.000       | | |              |

## Aufstiegsrunde
Qualifiziert für die Aufstiegsrunde waren die Meister der sechs zweitklassigen Bezirksklassen Ost, Mitte, Nordost, Stettin, Süd und West. Jeweils drei Mannschaften traten dann im Rundenturnier mit Hin- und Rückspiel in zwei Gruppen gegeneinander an, die beiden Gruppensieger stiegen zur kommenden Spielzeit in die Gauliga auf.

### Staffel Ost
| Pl. | Verein                                                             | Sp. | S | U | N | Tore    | Quote | Punkte |
| --- | ------------------------------------------------------------------ | --- | - | - | - | ------- | ----- | ------ |
| 1.  | MSV Mackensen Neustettin (Sieger Bezirksklasse Pommern Gruppe Süd) | 4   | 4 | 0 | 0 | 017:400 | 4,25  | 08:0   |
| 2.  | MSV Blücher Stolp (Sieger Bezirksklasse Pommern Gruppe Nordost)    | 4   | 1 | 1 | 2 | 013:160 | 0,81  | 03:50  |
| 3.  | VfB 1911 Belgard (Sieger Bezirksklasse Pommern Gruppe Ost)         | 4   | 0 | 1 | 3 | 009:190 | 0,47  | 01:70  |

### Staffel West
| Pl. | Verein                                                           | Sp. | S | U | N | Tore    | Quote | Punkte |
| --- | ---------------------------------------------------------------- | --- | - | - | - | ------- | ----- | ------ |
| 1.  | MTV Pommerensdorf (Sieger Bezirksklasse Pommern Gruppe Stettin)  | 2   | 2 | 0 | 0 | 013:300 | 4,33  | 04:0   |
| 2.  | SC Viktoria Stargard (Sieger Bezirksklasse Pommern Gruppe Mitte) | 2   | 0 | 0 | 2 | 003:130 | 0,23  | 0:40   |
| 3.  | TSV Saßnitz a (Sieger Bezirksklasse Pommern Gruppe West)         | 0   | 0 | 0 | 0 | 000:000 | 1,00  | 0:0    |